# Classe Heitor Perdigão

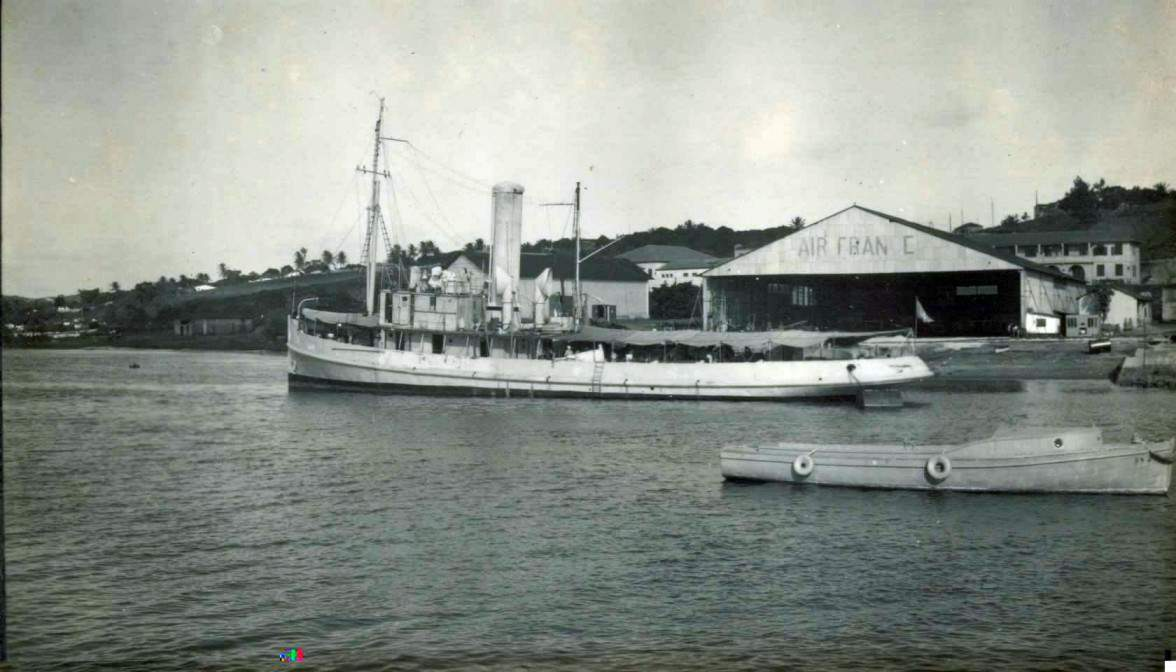
RbAM Heitor Perdigão
Classe Heitor Perdigão.

Classe Heitor Perdigão é uma classe de rebocadores de alto mar, que serviram a Marinha do Brasil, na primeira metade do século XX.

## Lista de Navios
- RbAM/NM Heitor Perdigão
- RbAM Muniz Freire

## Características
- Deslocamento: 284 ton (padrão), 580 ton (plena carga).
- Comprimento: 39,2 m
- Boca: 8,1 m
- Pontal: 3,8 m
- Calado: 2,80 m
- Velocidade: 11 nós
- Armamento: 2 canhões de 47 mm